# عائلتي وأنا (مسلسل)
عائلتي وأنا مسلسل سوري كوميدي اجتماعي من إنتاج سنة 1999 بطولة دريد لحام، سلمى المصري ،قصي خولي وإخراج حاتم علي وسيناريو وحوار حكم البابا، مخرج منفذ المثنى صبح.

## القصة
القصة عن عائلة غنية يخسر الوالد (شخصية دريد لحام) أمواله فجأة، فيبدأ بالعمل سراً بمشاريع صغيرة طريفة لا تتناسب ومستوى العائلة الاجتماعي والاقتصادي السابق كتجارة الصيصان والعصافير وتنظيف الخضار.

## الشخصيات
شخصيات المسلسل:
- مطيع بك : دريد لحام : رب الأسرة - تاجر طيب ودود.
- أُلفت خانم : سلمى المصري : زوجة مطيع بك - امرأة همها التفاخر والتباهي أمام جاراتها.
- رامي : قصي خولي : ابن مطيع بك - هو سبب كثير من المشاكل يعمل لأخذ المال المتبقي مع والده.
- فدوى : جيما دريوسي : ابنة مطيع بك - تخطط مع أخيها لأخذ المال المتبقي لدى والدها وهي سبب في كثير من المشاكل.
- أديبة : ليلى جبر : الخادمة - تعمل عند العائلة وتسعى لهم باللحصول سراً على أشغال لا تتناسب ووضعهم الاجتماعي والاقتصادي السابق.
- خليل :علي كريم : بواب العمارة أخو (أديبة) - يساعد العائلة ويسلّفها المال.
- فريدة : سوسن ميخائيل : جارة (ألفت خانم).
- أم نبيل : إيمان عبد العزيز : جارة (ألفت خانم).

## طاقم العمل
- تأليف: حكم البابا
- إخراج: حاتم علي
- تصوير: سامر الزيات
- مدير التصوير: أحمد إبراهيم أحمد
- مونتاج: معتز دياب
- مكساج: معتز دياب
- مدير إنتاج: الهادي قرنيط
- مكياج: مها نصور
- مهندس الصوت: محمد علي
- مخرج منفذ: المثنى صبح
- مخرج سيكريبت: هالة القوصي